# Gösta Runö
Gösta Otto Runö (Estocolm, 9 de desembre de 1896 – Linköping, 13 de novembre de 1922) va ser un pentatleta modern suec que va competir a començaments del segle xx.
El 1920 va prendre part en els Jocs Olímpics d'Anvers. En ells disputa la competició del pentatló modern, en què guanyà la medalla de bronze.
Runö era pilot d'aviació militar, amb el grau de tinent. El 1922 va morir en estavellar-se el Phönix D.I que pilotava prop de Linköping.